# K album
《K album》은 KinKi Kids의 12번째 정규 음반이다. 2011년 11월 9일 발매. 최고순위는 1위이다.
K album의 'K'는 絆(きずな=Kizuna/인연)・軌跡(きせき=Kiseki/궤적)・感謝(かんしゃ=Kansha/감사)・感動(かんどう=Kandou/감동)를 의미한다.
또한 KinKi Kids의 'K'이기도 하며 이번 앨범의 테마 중 하나인 '인연'에 주목해, 지금까지 KinKi Kids의 곡들의 작사, 작곡을 해준 이들에게 곡을 제공받은 기념앨범이다. 이번 앨범에 곡을 제공한 33명 중 29명이 과거에 발매한 싱글 또는 앨범에 곡을 제공하고 있다.

## 수록곡
1. 願う以上のこと 祈る以上のこと
작사: 吉田美和(요시다 미와)　작곡: 中村正人(나카무라 마사토)　편곡: 武部聡志(타케베 사토시)
19번째 싱글 「ね、がんばるよ。」를 제공해준 DREAMS COME TRUE가 제공한 곡이다
편곡자인 타케베 사토시는 4번째 싱글「全部だきしめて」의 편곡을 담당해 주었다
2. 同窓会
작사: 松本隆(마츠모토 타카시)　작곡: 林田健司(하야시다 켄지)　편곡: CHOKKAKU
데뷔 싱글 「硝子の少年」,3번째 싱글 「ジェットコースター・ロマンス」,29번째 싱글 「スワンソング」의 작사를 담당해준 마츠모토 타카시와
21번째 싱글「ビロードの闇」, 23번째 싱글「夏模様」의 작곡을 담당해준 하야시다 켄지가 제공한 곡이다
3. 危険な関係
작사・작곡: 吉田拓郎(요시다 타쿠로)　편곡: CHOKKAKU
4번째 싱글「全部だきしめて」를 만들어준 요시다 타쿠로가 제공한 곡이다
4. ラジコン
작사: 松本隆(마츠모토 타카시)　작곡: 筒美京平(츠츠미 쿄헤이)　편곡: 船山基紀(후나야마 모토키)
앞서 말한 마츠모토 타카시와 6번째 싱글인「やめないで,PURE」의 작곡을 담당해준 츠츠미 쿄헤이가 제공한 곡이다
5. さよならのエトランゼ
작사: Satomi　작곡: 馬飼野康二(마카이노 코지)　편곡: 岩田雅之(이와타 마사유키)
20번째 싱글 「Anniversary」외 많은 곡을 작사해준 Satomi와 2번째 싱글 「愛されるより 愛したい」의 작곡을 담당해준 마카이노 코지가 제공한 곡이다
6. Family 〜ひとつになること〜
작사: 堂本剛(도모토 쯔요시)　작곡: 堂本光一(도모토 코이치)　편곡: 吉田建(요시다 켄)
KinKi Kids의 30번째 싱글
7. いのちの最後のひとしずく
작사・작곡: 山下達郎(야마시타 타츠로)　편곡: 船山基紀(후네야마 모토키)
데뷔 싱글 「硝子の少年」,3번째 싱글 「ジェットコースター・ロマンス」의 작곡을 담당해준 야마시타 타츠로의 곡을 커버한 곡이다
또 야마시타 타츠로의 작곡-후네야마 모토키의 편곡 조합은 「ジェットコースター・ロマンス」의 이후이다
8. ヒマラヤ・ブルー
작사: 松本隆　작곡: 織田哲郎(오다 테츠로) 　편곡: 吉田健(요시다 켄)
11번째 싱글 「ボクの背中には羽根がある」, 20번째 싱글 「Anniversary」외 여러 곡을 작곡해준 오다 테츠로가 제공한 곡이다
9. もっと もっと
작사・작곡: YO-KING　편곡: 堂島孝平(도지마 쿄헤이)
13번째 싱글 「Hey! みんな元気かい?」의 작사・작곡을 담당해준 YO-KING가 제공한 곡이다
10. 破滅的Passion
작사: 秋元康(아키모토 야스시)　작곡: 伊秩弘将(이지치 히로마사)　편곡: ha-j
22번째 싱글 「SNOW! SNOW! SNOW!」의 작사를 담당해준 아키모토 야스시와 작곡을 담당해준 이지치 히로마사가 제공한 곡이다
11. 2nd Movement
작사・작곡: 井手コウジ(이데 코우지)　편곡: 鈴木雅也(스즈키 마사야)
26번째 싱글 커플링곡인 「涙、ひとひら」의 작사・작곡을 담당해준 이데 코우지와 편곡을 담당해준 스즈키 마사야가 제공한 곡이다
12. Time
작사: U-Key zone/mikula　작곡・편곡: U-Key zone
KinKi Kids의 31번째 싱글
13. きみとぼくのなかで
작사・작곡・편곡: 堂島孝平(도지마 쿄헤이)
14번째 싱글 「カナシミ ブルー」의 작사・작곡과 16번째 싱글 「永遠のBLOODS」의 작곡을 담당해준 도지마 쿄헤이가 제공한 곡이다
14. 僕が生まれた日
작사: canna　작곡: Steve Mac/Shusui　편곡: 石塚知生(이시즈카 모토키)
4번째 싱글 「青の時代」와 10번째 싱글 「もう君以外愛せない」의 작사・작곡을 담당해준 canna가 제공한 곡이다

- 통상반 수록
15.　Family 〜ひとつになること [Unplugged]
작사: 堂本剛(도모토 쯔요시) 작곡: 堂本光一(도모토 코이치) 편곡: 武部聡志(타케베 사토시)